# Budakeszi Vadaspark
A Budakeszi Vadaspark a Pilisi Parkerdő Zrt. kezelésében működő vadaspark Budapest nyugati agglomerációjában, a Pest vármegyei Budakeszin, a Vörös-hegyen. 1979-ben nyitották meg; célja a Magyarországon élő és európai vadfajok és házi állatok bemutatása.

## Állatfajok
A vadaspark 26 hektáros területén természetes, erdei környezetben él 32 állatfaj mintegy 120 egyede.
- A vadon élő állatok közül őzek, gímszarvasok és dámszarvasok, vaddisznók, muflonok, sakálok, hiúzok, vízi bivalyok, barnamedvék, szürke farkas és vadlovak
- a kisragadozók közül nyestkutya, mosómedve, róka, nyest, görény, vadmacska és szárnyas pusztai sas, macskabagoly, egerészölyv, fácán, holló, uhu, szarka, varjú, gerle és galambok
- a háziállatok közül mangalicák, kecskék, cikta és racka juhok, pulykák, kacsák, ludak, magyar tarkák és parlagi szamarak találhatók itt.

## A vadaspark története
A Budakeszi Vadaspark történetének áttekintésekor egészen az 1970-es évek elejéig kell visszatekintenünk a múltba. 1972-ben a Buenos Aires-i Erdészeti Világkongresszus magyar javaslatra fogadta el, hogy az erdők felhasználási funkciói közé világszerte bekerüljön és egyre tágabb teret kapjon a közjóléti célú erdőgazdálkodás fogalma. A Budai-hegységben emelkedő budakeszi Vörös-hegyen akkoriban fejeződött be az ottani idős tölgyesek felújítása, 1974-re megszűnt az ott zajló kőpor- és murvabányászat is. Így kézenfekvően adódott, hogy ez a Budapest központjához rendkívül közel fekvő terület hangsúlyozottan közjóléti funkciót kapjon, ezáltal pedig az említett javaslatot benyújtó Magyarország élenjáró példát tudjon felmutatni annak gyakorlati alkalmazásában. 1976-ra születtek meg az első fejlesztési tervek, melyekben egy gyalogszerrel kényelmesen bejárható, a Kárpát-medence nagyvad- és apróvadfajait saját, természetes környezetükben bemutató vadaspark létrehozása szerepelt. A következő években nagyjából 6,2 kilométer gyalogutat alakítottak ki a 20 hektáros területen, 7 esőbeállót, 6 pihenőhelyet és 13 tűzrakóhelyet hoztak létre.
A vadaspark 1979. április 29-én nyitotta meg kapuit a látogatók előtt, a Pilisi Parkerdő Zrt. jogelődjének a Pilisi Állami Parkerdőgazdaság fenntartásában, a látogatók a kezdeti időszakban gímszarvasokat, dámvadakat, őzeket, muflonokat és vaddisznókat láthattak itt. A következő években egyre több új kifutó épült, ezekbe apróvadfajok, róka, erdei és mezei madárfajok példányai kerültek. Már a legelső időszaktól kezdve nagy számban keresték fel a parkot általános és középiskolás csoportok, testközelből ismerkedve az erdei állatvilággal, illetve több tematikus rendezvénye is volt a Vadasparknak, különös tekintettel a minden évben megrendezett madarak és fák napjára.
Miután stabilizálták a terület fiatalos erdeiben a szabadon is megtekinthető nagyvadfajok egyedszámát – a gímszarvasokét 40–50, a dámokét és az őzekét 20–30, a vaddisznókét mintegy 200, a muflonokét pedig 5-10 között, a vonzerő fokozására újabb fajok betelepítését tűzték ki célul. A következő időszakban, állatkertektől kapott segítséggel sörényes vadjuhok és szikaszarvasok érkeztek, egy 14 hektáros karanténba pedig skót gímszarvasok kerültek.
1985-re megvalósult a bekötőút aszfaltozása, így már időjárástól függetlenül megoldottá vált a park gépjárművel történő megközelítése. Rövidesen elkészült a helyhez méltóan impozáns és a nagy számú érdeklődő látogatását is lehetővé tévő főbejárat, természeti szimbólumokat megjelenítő totemoszlopokkal és egy bronzból készült, életnagyságú szarvasbika-szoborral. 1988-ra elkészült a 12 méteres kilátó, azok a kupolák, amelyek apróvadak, vízi- és ragadozó madarak bemutatását is lehetővé teszik, valamint egy cölöpvár is a Szilfa-tisztáson.
A Vadasparktól és a várostól északi és nyugati irányban, a Budai Tájvédelmi Körzet részét képező Nagy-Kopasz és Fekete-hegy vidékét kiterjedt erdő borítja. A Kádár-korszakban kiemelt vadászterületként funkcionált, amit a Telki felé tartó műúttól a Petneházyréten és Juliannamajoron át Nagykovácsiig húzódó rozsdás vadkerítés, illetve az azon túl élő szintén népes - az emberre többnyire veszélytelen - vadállat állomány is jelez.
A rendszerváltást követően, 1992-ben a Vadaspark irányítás szempontjából a Budapesti Erdészethez került, amely a Pilisi Parkerdőgazdaságon belül is kimagasló arányban folytatott közjóléti jellegű tevékenységet és szerzett ez irányú tapasztalatokat, így könnyűszerrel integrálta a park működtetését a tevékenységi körébe. A fő hangsúlyt változatlanul az ide látogató gyerekek minél sokoldalúbb természeti nevelése kapta.
1995-ben balszerencsés esemény törte meg az addigi fejlődést, mivel egy tűzesetben leégett a mindössze tízéves fogadóépület. A park azonban rengeteg segítséget kapott a talpra álláshoz, így hamarosan nemcsak a helyreállítások kezdődhettek meg, de új épületrészek is létesültek, szélesítve a park programszervezési és oktatási lehetőségeit. Korábban a tanulók szervezett fogadása még a budakeszi Virág-völgyben álló, fűrészüzemből átalakított épületben zajlott, de a továbbiakban ez a funkció is végleg átkerült a vadasparki bázisra. Némi gondot jelentett viszont, hogy az üzemeltetés költségvetési forrásai ebben az időszakban fokozatosan apadtak, az igényeknek megfelelő működéséhez több ízben a Fővárosi Önkormányzat és a Vagyonkezelő eseti támogatásaira is szükség volt.
1998-től újra bővülésnek indult a bemutatott fajok listája: fekete bivalyok, majd európai bölények kerültek a parkba, de érkeztek ekkoriban farkasok és egy hiúz is. 1996 és 2000 között két új bemutatókarám létesült, a fogadópark szegélyénél parasztudvart alakítottak ki, ahol a hagyományos paraszti háztartás állataival – baromfiakkal, juhokkal, kecskékkel, szürkemarhákkal, továbbá pásztorkutyákkal és szamarakkal találkozhattak a látogatók.
2001-ben alakították ki többek között a nagyvadbemutató helyek sétaútjait, és a ma is látható vízelvezető rendszert. 2003-ban üvegfalú bemutatóblokk épült házi és üregi nyulak számára, valamint egy röpde ragadozó madarak számára, de a látogatók számára is több kényelmi beruházás valósult meg. 2004-ben énekesmadarak számára épült új röpde, új vadmadarak kerültek a már meglévő bemutatóhelyekre, míg az emlős részleg borzzal, nyesttel, görénnyel, mosómedvével és nyestkutyával gazdagodott. 2005-ben a kilátó renoválását kezdték meg, a sünöket és mókusokat bemutató kifutó pedig 2006-ban épült.
A 2010-es évek kezdete óta a Budakeszi Vadaspark folyamatosan igyekszik az interaktivitást erősíteni a teljes bemutató területén, hogy a látogatók számára még élményszerűbbé tudja tenni az itt töltött időt. Az állatgyűjtemény különleges fajokkal bővült: ismét került a parkba szikaszarvas, őstulok és Przsevalszkij-ló is érkezett, új állatsimogató létesült, illetve interaktív tanösvények és tematikus játszóterek is készültek. 2010. február 17-én medvéknek kiépített, különösen magas biztonsági fokú kifutó átadása történt meg – egyidejűleg két barna medve és néhány szürke farkas beköltöztetésével –, 2011. február 4-én pedig ismét egy hiúzzal gazdagodott az állatállomány. 2013-ban a park előterében álló magas fák törzseire építve kalandparkot létesítettek, amihez három évvel később hozzákapcsolva egy különleges tanösvényt is átadtak, a lombkoronaszinten élő állatok világának megismertetésére.
Új programként kerültek bevezetésre a 2010-es években a látványetetések, vadállat-bemutatók és szakvezetések, de szervez a vadaspark táborokat, erdei iskolákat, illetve igény szerint szabaduló játékokat, születésnapi programokat, 2015 májusa óta várja a gyerekközönséget a Makk Kuckó nevű tematikus játszótér, ahol szarvasbogáron, bábrablón és hőscincéren hintázhatnak, stilizált makkra és légyölő galócára mászhatnak fel a kicsik, így, mikrokozmoszként ismerkedve az erdők világával. A park legújabb fejlesztéseként, a fennállásának 40 éves évfordulójára új, a korábbinál kiterjedtebb és állatállományában is gazdagabb parasztudvart adtak át, 2019. május 24-én, azzal a céllal, hogy a városlakó gyerekek legalább így láthassák azokat az állatokat, amelyek a régi paraszti életformának még állandó részei voltak. Szintén ebben az évben megnyitásra került a vadasparkon belül a Dinó Park is, ahol egy közel 2 hektáros területen 25 életnagyságú dinoszaurusz-modell található.

## Képgaléria

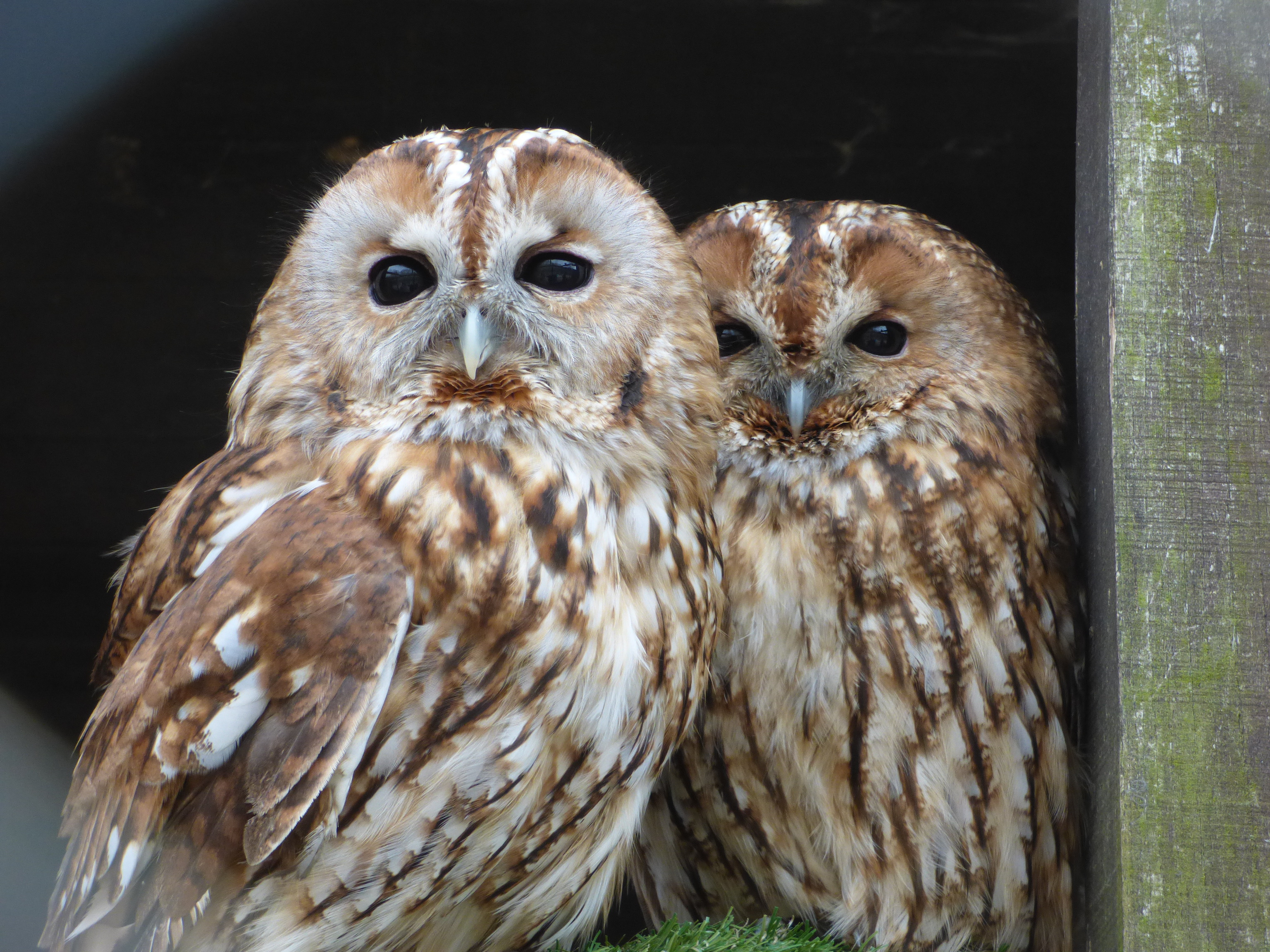
Macskabaglyok
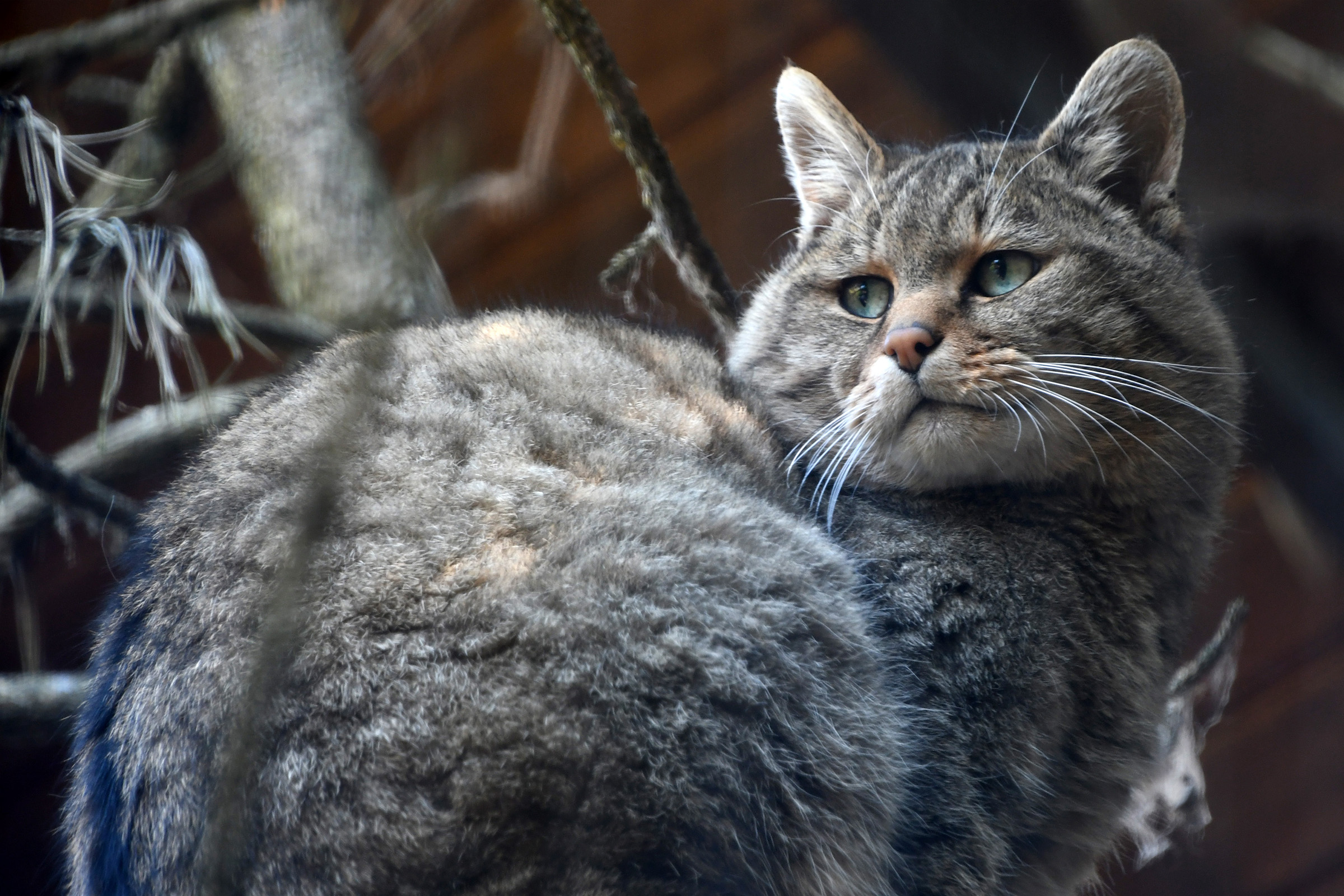
Vadmacska
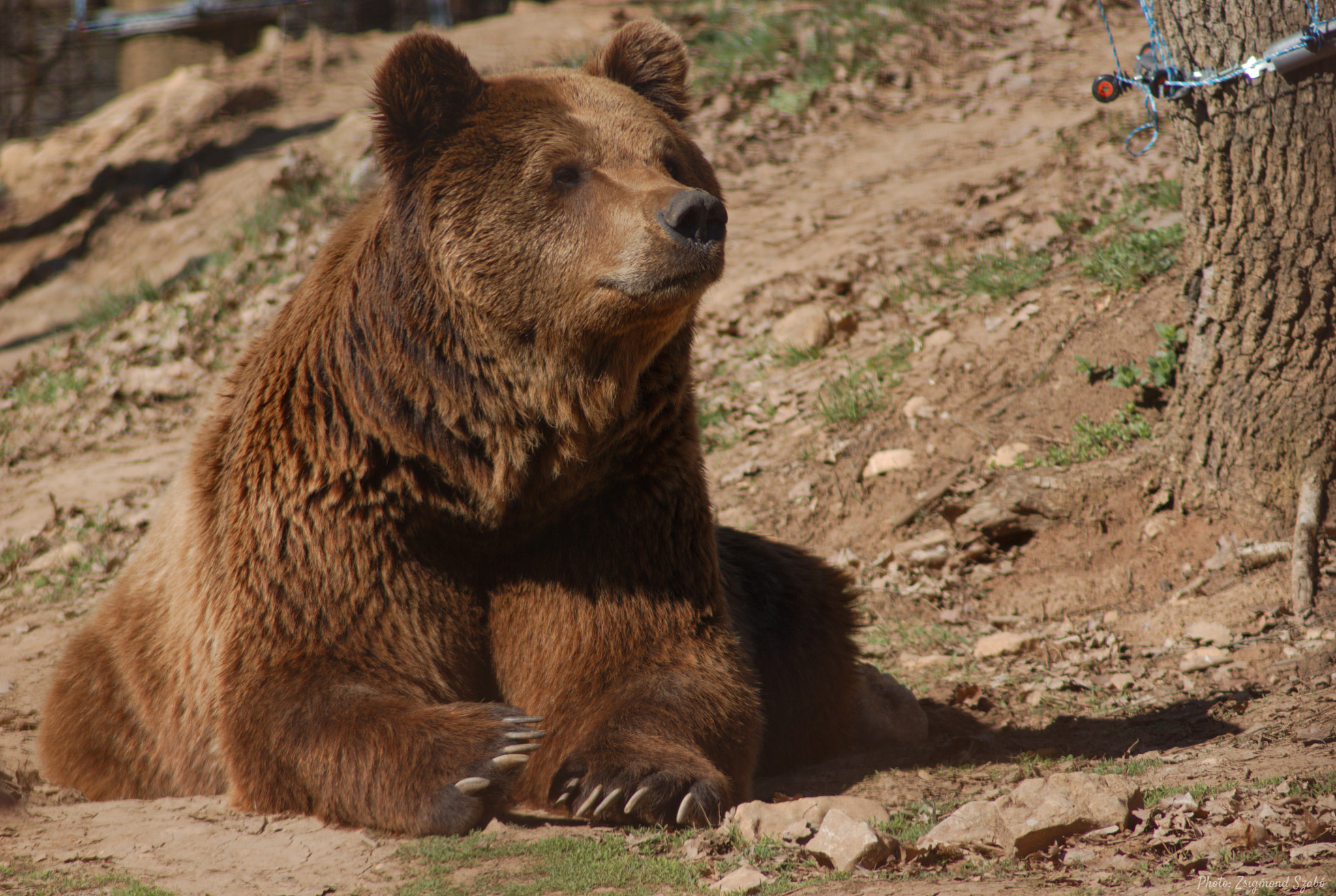
Barnamedve
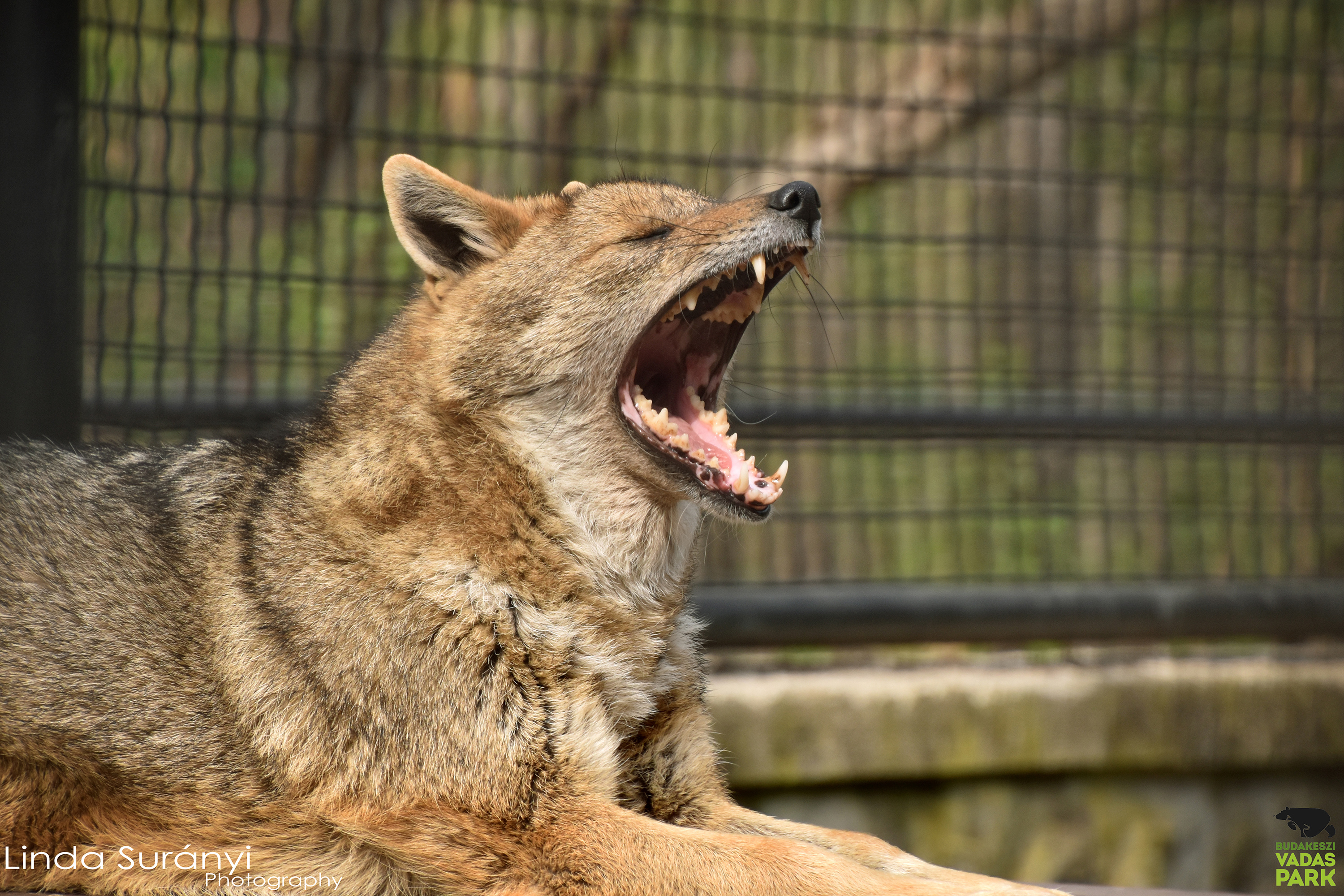
Aranysakál